# Maracazercon joliveti
Genre
Espèce
Maracazercon joliveti est une espèce d'acariens mesostigmates de la famille des Heterozerconidae, la seule du genre Maracazercon.

## Distribution
Cette espèce a été découverte sur des myriapodes en Amapá au Brésil.

## Publication originale
- Fain, 1989 : Notes on mites associated with Myriapoda 4. New taxa in the Heterozerconidae (Acari, Mesostigmata). Bulletin de l'Institut Royal des Sciences Naturelles de Belgique Entomologie, vol. 59, p. 145-156.